# Dei Verbum
La constitución Dei Verbum es una constitución dogmática resultado del Concilio Vaticano II, en la que se expone, como dice el mismo documento, "la doctrina genuina sobre la divina revelación y sobre su transmisión para que todo el mundo, oyendo, crea el anuncio de la salvación; creyendo, espere, y esperando, ame". La expresión latina Dei Verbum significa Palabra de Dios, y fue tomada -como es costumbre en los documentos católicos de importancia- de las palabras iniciales del documento.
Dei Verbum fue aprobada por la asamblea de obispos con 2344 votos a favor y 6 votos en contra, y posteriormente fue promulgada por el papa Pablo VI en noviembre de 1965. La generación de este documento catalizó muchos de los cambios en la orientación del mismo Concilio, y dio lugar a una etapa nueva en la historia de la Iglesia en cuanto a la forma de estudiar, interpretar, reflexionar y vivir los contenidos de las Sagradas Escrituras.
La génesis de la Constitución de la Revelación (un título corto común) abarcó desde el principio hasta el final del Concilio. Dei verbum está considerado uno de los textos más significativos del Concilio y supuso una "ruptura epocal" que abrió "perspectivas nuevas y decisivas respecto a la comprensión teológica de la Revelación"
Además de examinar el concepto de revelación, el documento aclara la relación entre Tradición y Santa Escritura. Al hacerlo, también hace hincapié en la forma correcta de entender la Sagrada Escritura, abriendo así posibilidades para el uso del exégesis histórico-crítica en la teología católica.

## Historia
La  constitución dogmática Dei Verbum es, sin lugar a dudas, el documento de gestación más dramática en el marco del Concilio Vaticano II, ya que dio lugar a un cambio drástico en la orientación del mismo apenas un mes después de comenzado, luego de un debate intenso, una votación apasionante y una intervención personal del papa Juan XXIII.
La versión final de la Constitución sobre la Revelación fue precedida por tres versiones. El preparado esquema conciliar De fontibus revelationis (Sobre las fuentes de la Revelación) fue escrita por Sebastian Tromp SJ y habla de dos fuentes de revelación diferentes en su contenido, la Sagrada Escritura y la Tradición. Además, el esquema afirmaba la inerrancia de la Escritura también con respecto a las declaraciones históricas. No fueron tanto las afirmaciones teológicas -estaban respaldadas por pronunciamientos papales- las que suscitaron grandes críticas, sino más bien el "espíritu de temor y desconfianza contra los exégetas y, sobre todo, la falta de orientación pastoral y ecuménica". Además, se caracterizó por una visión instructiva de la revelación, que entendía la revelación exclusivamente como instrucción, es decir, comunicación.
Este esquema fue discutido polémicamente a mediados de noviembre de 1962. Hubo propuestas iniciales de la Cámara del Concilio, incluso de Josef Cardenal Frings, para emprender una revisión completa del esquema. Una votación mal entendida el 20 de noviembre de 1962 sobre si la discusión sobre el esquema estaba concluida no alcanzó la mayoría de dos tercios necesaria. Esto provocó confusión y ambigüedad sobre si el esquema ya había sido adoptado. Por ello, el Papa Juan XXIII retiró el esquema del orden del día al día siguiente y nombró una nueva comisión de opositores y partidarios del esquema discutido para llevar a cabo una transformación fundamental. Esta "comisión mixta" estaba presidida por los cardenales Alfredo Ottaviani y Augustin Bea SJ, Sebastian Tromp y Johannes Willebrands fueron nombrados secretarios. Juan XXIII resolvió el problema mediante su intervención, reclamada sobre todo por Paul-Émile Cardenal Léger. Al mismo tiempo, envió con ello una "clara señal de la posibilidad de poder rechazar un esquema preparado sin incitar a un conflicto con el jefe de la asamblea" La eliminación del texto propuesto permitió una nueva discusión sobre el Apocalipsis.
Las sugerencias de cambios de la Comisión Teológica fueron incorporadas a este segundo texto, creándose así la tercera versión. En septiembre de 1964, ese texto fue debatido en el Concilio y se elaboró una cuarta versión. Ésta sólo pudo ser discutida en la IVª  sesión, en septiembre de 1965, y se incorporaron otras propuestas de enmiendas ("modi"). Dos modos muy importantes en DV 9 y 11 vinieron del Papa Pablo VI, quien, sin embargo, no prescribió ninguna formulación. En la quinta versión resultante, el documento fue aprobado poco antes del final del Concilio en su última sesión, el 18 de noviembre de 1965.

### El documento en el período preparatorio del Concilio
La Comisión antepreparatoria del Concilio recibió 102 proposiciones que condensaban las sugerencias llegadas de todo el mundo sobre problemas referidos a la interpretación de las Sagradas Escrituras. La Comisión teológica preparatoria, presidida por el cardenal Alfredo Ottaviani, elaboró diversos esbozos, entre los que ocupaba un puesto importante el tema de las fuentes de la Revelación. A fines de 1961 ya existía un esquema de Constitución dogmática, que fue corregido, aprobado por el Papa en julio de 1962 y distribuido.

### Principales preocupaciones en el proceso de creación
Tres motivos caracterizan la creación de la Constitución y el debate en torno a ella: primero, la (re)valoración de la tradición; segundo, la aceptación del método histórico-crítico en la exégesis bíblica; y tercero, la nueva actitud positiva de los cristianos católicos hacia la Biblia.
1. La revalorización de la tradición resultó de los dogmas de la Immaculada Concepción de María (1854) y de la Asunción de María al cielo (1950), ambas justificadas por la tradición. En este contexto, se planteó la cuestión del desarrollo del dogma y, por tanto, se habló de un proceso de tradición, no de una tradición materialmente tangible.[17] Además, la interpretación del Concilio de Trento y sus declaraciones sobre el principio luterano Sola-scriptura fue debatida en profundidad durante los años del Concilio. Este debate fue suscitado por las tesis de Josef Rupert Geiselmann, según las cuales el Concilio de Trento no se había pronunciado sobre la completitud de la Escritura.[17]
2. Durante el Modernismo se había producido la condena doctrinal eclesiástica de muchos exegetas que utilizaban el método histórico-crítico. Ahora se consideraba necesario un posicionamiento del Concilio sobre esta cuestión. Aunque la relación entre exégesis crítica y exégesis eclesiástica no se había aclarado claramente, había quedado claro que ya no se podía evitar un método histórico-crítico.[18] En este sentido, se confirmaron todos los métodos de investigación que revelan el mensaje original de los profetas y apóstoles.[19]
3. El movimiento bíblico, que, al igual que el movimiento litúrgico y el movimiento ecuménico había caracterizado el período preconciliar, impulsó al Concilio a fomentar el compromiso espiritual de los católicos con la Sagrada Escritura.[18]

### El documento en la primera etapa conciliar
Iniciado el Concilio propiamente dicho, el tema de las fuentes de la Revelación ocupó el segundo lugar en los debates, a los que precedió una presentación del cardenal Ottaviani y la acostumbrada relación del ponente.
Las discusiones duraron del 14 al 21 de noviembre de 1962. En ellas tomaron parte 104 oradores, y se puso de manifiesto un contraste tan llamativo entre dos tendencias conciliares, que el Consejo de presidencia creyó necesario hacer una votación exploratoria antes de proseguir. La exploración dio por resultado que 1368 Padres conciliares deseaban la interrupción de los debates, 822 su continuación, mientras que 19 votos fueron nulos.
La forma indirecta en que se había hecho la consulta creó una situación difícil, porque los 1368 votos no alcanzaban los dos tercios de votos requeridos (1473) para retirar el esquema. Por otra parte, era evidente que seguir discutiéndolo no llegaría a ningún puerto, puesto que la mayoría era contraria a él. Esto motivó la intervención directa del mismísimo Juan XXIII, quien ordenó la retirada del texto y la formación de una Comisión mixta, presidida en esta oportunidad por los cardenales Ottaviani y Augustin Bea, para que lo reelaborase.

### El documento en la segunda y tercera etapa conciliar

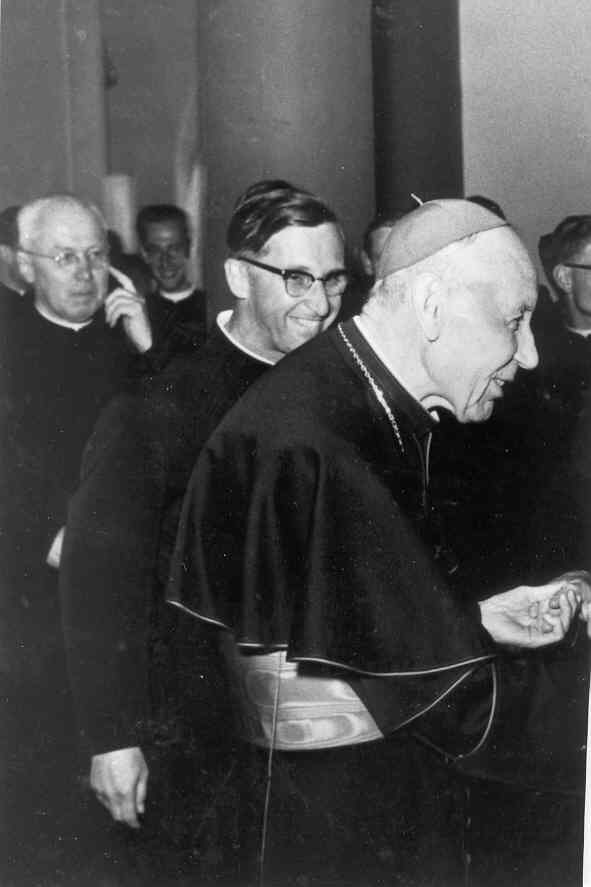
El cardenal Augustin Bea colaboró en la dirección de la comisión que reelaboró el documento.

El 23 de abril de 1963, Juan XXIII autorizó la distribución del nuevo esquema a los Padres conciliares sobre el cual, como era de esperar, cayeron miles de observaciones durante la segunda etapa conciliar.
Teniéndolas en consideración, se llegó trabajosamente a otra redacción, finalizada a mediados de 1964, cuyo envío autorizó Pablo VI el 3 de julio. Esta versión se discutió en la tercera etapa conciliar, del 30 de septiembre al 6 de octubre de 1964, con la intervención de 69 oradores. Ese debate dio materia para redactar otra vez el esquema en su totalidad, que fue distribuido sin mediar el tiempo suficiente para discutirlo nuevamente en esa etapa.

### El documento en la cuarta etapa conciliar: su promulgación
Las discusiones restantes tuvieron lugar en la última etapa, del 20 al 22 de septiembre de 1965. La Comisión tuvo que discriminar las sugerencias aceptables de los votos "iuxta modum", lo que dio nacimiento al texto definitivo.
El 29 de octubre de 1965, el texto fue votado y aprobado por 2081 votos favorables frente a 27 desfavorables y 7 nulos, dando lugar a un resultado tanto más encomiable cuanto más se comparaba con el inicio polémico del documento. El 18 de noviembre de 1965, en sesión pública, se realizó la votación final, todavía más clara: 2344 votos a favor, 6 votos en contra. Así, Pablo VI procedió a la promulgación solemne.

## Contenido
El documento se divide en seis capítulos.

### Proemio
Según el prefacio (DV 1), el Concilio se sitúa en la sucesión del Concilio de Trento (1545-1563) y del Concilio Vaticano I (1869/70). Esto puede entenderse como un nuevo examen de los textos correspondientes del Concilio Vaticano I y del Concilio de Trento, "en el que lo que entonces era se lee de un modo contemporáneo y, por tanto, al mismo tiempo se reinterpreta en términos de sus esencias así como de sus insuficiencias". El objetivo formulado de la Constitución es la exposición de la genuina[n] doctrina sobre la revelación divina y su transmisión (DV 1). La cita de la Primera Carta de Juan (cf. 1 Joh 1,2-3) pretende presentar el doble gesto de escucha y proclamación de la Iglesia. Esto también pone fin a una mera autopreocupación de la Iglesia consigo misma y subraya el envío a la humanidad.

### Capítulo I: La Revelación en sí misma
El primer capítulo (DV 2-6) trata de la "revelación misma" ("De ipsa revelatione"). La revelación se describe como un acontecimiento de "obra y palabra" (DV 2). Así pues, la revelación no debe entenderse únicamente como comunicación "'sobre' Dios", sino como "autocomunicación de Dios", término que, sin embargo, no aparece literalmente en la Constitución. DV 4 declara que Jesús, como "Verbo hecho carne", "cumple y concluye la revelación". Por lo tanto, "no cabe esperar ninguna nueva revelación pública". Esta idea resulta de la conclusión de que "Cristo [...] es el fin del hablar de Dios [porque] después de él y más allá de él no hay nada más que decir, porque en él Dios se ha dicho a sí mismo"  Esto muestra de nuevo la opinión del Concilio de que la revelación no es algo que se comunica, sino que es existencial para la vida del hombre y en su relación con Dios. En general, la revelación puede entenderse como un acontecimiento relacional.

### Capítulo II: Transmisión de la Revelación divina
El segundo capítulo está dedicado a la "transmisión de la revelación divina" (DV 7-10). En él se alaba a los apóstoles y evangelistas que siguieron la llamada de Jesús a proclamar el evangelio (DV 7). Se distingue entre "tradición" sagrada y "Escritura" sagrada. La tradición apostólica, a partir de los apóstoles, se transmite en la Iglesia y "conoce progreso en la Iglesia bajo la asistencia del Espíritu Santo" (DV 8; cf. DH 3020). Esta transmisión se presenta como la conversación de Dios con su Iglesia.
Relación entre Tradición, Escritura y Magisterio
En contraste con el esquema preparatorio, DV 9 afirma que la Tradición y la Sagrada Escritura brotan de una misma fuente divina y fluyen hacia una meta común (cf. DV 9). Por tanto, la Revelación no se encuentra únicamente en la Sagrada Escritura. Este último añadido antes de la resolución del documento deja claro que la sola Escritura no es suficiente, aunque no niega que sea suficiente en su contenido.No obstante, la Tradición siempre se menciona antes que la Escritura para respetar el orden cronológico, después de todo, la Escritura se originó en el seno de una comunidad que se remonta a la tradición de los apóstoles."Para escuchar y comprender la Palabra de Dios, hay que ponerse a la luz de la Tradición (DV 9)"
En DV 10 sigue la frase: "El Magisterio de la Iglesia no está por encima de la Palabra de Dios, sino que la sirve." El Magisterio eclesiástico no puede enseñar nada que no esté contenido en la Tradición y en la Escritura. Al contrario, quiere sacar "de este tesoro de la fe". La subordinación del Magisterio ya formaba parte de una "convicción casi incuestionable" y estaba contenida "de forma bastante idéntica" en las versiones textuales. No obstante, el procedimiento fáctico [...] del Magisterio contribuyó a oscurecer en cierta medida este orden principalmente siempre reconocido.'
La sección termina con la afirmación de que la tradición sagrada, la Sagrada Escritura y el Magisterio de la Iglesia no pueden existir el uno sin el otro. A su manera, "sirven eficazmente a la salvación de las almas por la acción del único Espíritu Santo". La expresión "sub actione unius Spiritus Sancti" sólo se añadió en la última redacción. Karl Lehmann observa al respecto: "Es importante que aquí, al final, una pneumatológica : La interacción, con toda la responsabilidad humana, no es el resultado de una acción eclesiástica solamente, sino que es eficaz 'mediante la acción del único Espíritu Santo' para la salvación del hombre."
La crítica desde el lado de la Reforma, que el Papa Benedicto XVI retomó más tarde, se refería a la falta de valoración de la Escritura como elemento crítico de la tradición.

### Capítulo III: Inspiración divina de la Sagrada Escritura y su interpretación
El tercer capítulo trata de la "divina inspiración y de la interpretación de la Sagrada Escritura" (DV 11-13). DV 11 distingue "entre Dios como 'autor' de la Escritura y los hombres como sus 'verdaderos autores' (¡no 'secretarios'!)"  Inerrancia es la Escritura en el sentido de que afirma la verdad determinada por Dios, que es necesaria para la salvación de la humanidad. Esto no excluye que las frases sacadas de su contexto sean falsas. De hecho, la formulación de la inerrancia estuvo precedida de un largo debate. La versión presentada por la Comisión escribía que la Sagrada Escritura contenía la "veritas salutaris" (la "verdad de la salvación") sin error. Como algunos Padres conciliares temían que esto equivaliera a una restricción de la Escritura, el Papa propuso suprimir esta expresión. En la comisión, el teólogo conciliar Gérard Philips propuso, por tanto, la formulación actual de que la Escritura enseña inerrantemente la verdad "nostrae salutis causa" ("por causa de nuestra salvación").  Con ello se evitaba una supuesta limitación de la Escritura y, al mismo tiempo, se expresaba su inerrancia de forma diferenciada: "La verdad de la Escritura [...] sólo puede captarse siempre de forma significativa en relación con la salvación."
DV 12 subraya la necesidad de explorar la situación histórica y la forma literaria de los textos bíblicos. La Biblia debe interpretarse en el sentido en que está escrita; de ahí surge la necesidad de elucidar la intención proposicional de los autores bíblicos y el Sentido de la Escritura. Los textos pueden ser históricos, proféticos o poéticos. La sección conoce los diferentes géneros literarios en los libros y textos bíblicos. Esta es la confirmación de la erudición bíblica moderna. Sin embargo, la exégesis crítica no es el único enfoque de las Sagradas Escrituras. La interpretación debe tener en cuenta la unidad de toda la Biblia, la tradición de la Iglesia universal y la analogía de la fe ("analogia fidei"). DV 13 subraya una analogía entre el Verbo divino en expresión humana y Encarnación Cristo.
En conjunto, este capítulo deja claro que el cristianismo no es una religión de libros en sentido estricto, sino que se orienta hacia la Encarnación y la vida de Jesús.

### Capítulo IV: El Antiguo Testamento
El cuarto capítulo "El Antiguo Testamento" fundamenta su importancia para el cristianismo (DV 14-16). Es "la verdadera Palabra de Dios" (DV 14), aunque haya "imperfecciones y cosas del tiempo" (DV 15). El comentario de Rahner y Vorgrimler en el Compendio conciliar considera un gran defecto que no se subraye la importancia del Antiguo Testamento para la Iglesia primitiva de Jerusalén y para el propio Jesús. Tampoco se subraya con suficiente claridad la "experiencia mucho más larga de la humanidad con Dios" allí contenida.

### Capítulo V: El Nuevo Testamento.
El quinto capítulo habla del "Nuevo Testamento" (DV 17-20). En primer lugar, se subraya la primacía especial de los cuatro Evangelios dentro del canon bíblico (cf. DV 18). La Constitución "sostiene que los cuatro Evangelios mencionados, cuya historicidad afirma sin vacilación, transmiten fidedignamente lo que Jesús, el Hijo de Dios, realmente hizo y enseñó en su vida entre los hombres para su salvación eterna hasta el día en que fue llevado al cielo" (DV 19). La palabra "historicidad" (historicitas) no se explica más en este contexto. Se reconoce la actividad editorial de los autores, que seleccionaron entre los muchos informes y experiencias y los eligieron en aras del anuncio de la Buena Nueva, pero siempre de tal manera que sus comunicaciones sobre Jesús fueran verdaderas y honestas (DV 19). La literatura epistolar del Nuevo Testamento, así como los Hechos de los apóstoles y el Apocalipsis de Juan sólo se mencionan marginalmente en el capítulo.

### Capítulo VI: La Sagrada Escritura en la vida de la Iglesia
El último capítulo del documento conciliar está dedicado a situar "la Sagrada Escritura en la vida de la Iglesia" (DV 21-26). Comienza con una renovada valoración de la Sagrada Escritura, que es venerada por la Iglesia como la "Cuerpo misma": un paralelismo que ya se encuentra en Sacrosanctum Concilium (cf. a. SC 7). Junto con la tradición sagrada, la Palabra de Dios es la "guía suprema" (suprema regula) para la fe de la Iglesia (DV 21). Esto puede verse como una respuesta a "la pregunta evangélica de si la Escritura es la norma para la Iglesia"  Se evita la palabra norma y también una afirmación del principio sola scriptura.
Además, la Constitución también anima a continuar los esfuerzos de erudición bíblica ya iniciados por Pío XII con la encíclica Divino afflante Spiritu (cf. DV 23). También para la teología en general se subraya la importancia del estudio y la lectura de la Biblia, como ya ocurría de forma más explícita en Optatam Totius. En este pasaje se añadió bastante tarde que esto debía hacerse respetando la tradición sagrada, lo que puede interpretarse como un debilitamiento de la Biblia pero no tiene por qué hacerlo. La escucha de la Escritura y de la tradición, dice, permite rejuvenecer constantemente la teología (cf. DV 24).
También para los predicadores es necesario un compromiso continuo con la Escritura para no convertirse -como dice Agustín de Hipona- en "un predicador hueco y externo de la Palabra de Dios" (DV 25). Dei verbum pide también que se hagan traducciones de la Biblia a varias lenguas, recurriendo en lo posible a la Hebreo y a la Griego. (cf. 22) - lo que significa una subordinación de la traducción latina Vulgata, que se había utilizado principalmente hasta entonces, y que aún se tiene en gran estima, pero las lenguas originales gozan de prioridad. En relación con esto, deben prepararse ediciones anotadas para que la Biblia también pueda ser utilizada y comprendida por los no cristianos (cf. DV 25). La Constitución concluye con el deseo de que "el tesoro de la revelación confiado a la Iglesia" llene "los corazones de los hombres" y que la vida espiritual reciba un nuevo impulso mediante una mayor veneración de la Palabra de Dios (DV 26).

## Clasificación
Debido a la especial historia del desarrollo de la constitución a lo largo de todo el periodo del Concilio, tiene un significado ejemplar. Del mismo modo que el Concilio abrió nuevas perspectivas, Dei verbum documenta una comprensión cambiada de la revelación. "Hacer accesible una y otra vez a los hombres el discurso de Dios" es el objetivo tanto del Concilio como de Dei Verbum.
A diferencia del decreto del Concilio de Trento, que concebía la revelación como tradición además de escritura ("et...et"), Dei verbum subraya más bien "la mutua relación, la unidad inseparable y el entrelazamiento interior". Esto no responde a la pregunta de si la Escritura es suficiente, es decir, si lo contiene todo. La valoración de la tradición como una "corriente de vida eclesiástica" en la que la Escritura es llevada, testimoniada e interpretada muestra que la tradición es algo más que una segunda fuente puramente complementaria.

### Apreciaciones
En 1967, Joseph Ratzinger, entonces teólogo del Concilio, resumió así el resultado de cuatro años de discusiones: "El texto proclamado solemnemente por el Papa en este día lleva, por supuesto, las huellas de su laboriosa historia; es expresión de múltiples compromisos. Pero el compromiso fundamental que lo sostiene es, sin embargo, más que un compromiso, una síntesis de gran significado: el texto combina la fidelidad a la tradición eclesiástica con un sí a la ciencia crítica, abriendo así de nuevo el camino de la fe hasta nuestros días".
El documento conciliar también era digno de aprecio por haber "hablado tan intensa y extensamente sobre la Palabra de Dios y sobre la Sagrada Escritura" de una manera sin precedentes. Las exigencias a la teología y a la vida cristiana no eran pequeñas.
Henri de Lubac reconocía: "Nada, pues, sería más contrario al espíritu de esta Constitución que una especie de competencia hostil entre Escritura y Tradición, como si se quitara a la una lo que se da a la otra. Nunca antes un texto conciliar había expuesto tan bien el principio de la Tradición en toda su amplitud y complejidad; nunca antes se había dado tanto espacio a la Sagrada Escritura."
El  profesor de Dogmática católica de Friburgo Helmut Hoping ve en Dei verbum un estímulo para poner de nuevo en juego entre sí las numerosas "instancias teológicas de argumentación [...]", con el fin de vincular enfoques aparentemente contradictorios, como la exégesis histórico-crítica y la lectura espiritual de la Escritura, del mismo modo que Dei verbum supo hacerlo con la Escritura y la Tradición, así como con el Magisterio y la teología. 

### Autocomunicación de Dios
El concepto de autocomunicación de Dios no aparece explícitamente en Dei verbum. Sin embargo, este concepto teológico es una clave útil para entender la Constitución. La atención ya no se centra en un modelo instructivo de la revelación -como seguía siendo el caso durante el Concilio Vaticano I, que se ocupaba de la revelación de doctrinas e información fáctica- sino en una modelo de comunicación de la Revelación. Aquí la atención se centra en la relación de Dios con los seres humanos. La revelación es un acontecimiento dinámico de salvación, la fe de los seres humanos es por tanto la respuesta a la revelación. La encarnación de Dios en Jesucristo es la forma más alta y concreta de la autocomunicación de Dios.

### Ediciones de textos
- Latín: Acta Apostolicae Sedis. Vol. 58, 1966, pp. 817-836.
- Latín/Alemán: Heinrich Denzinger: Enchiridion symbolorum definitionum et declarationum de rebus fidei et morum: Compendio de credos y decisiones doctrinales de la Iglesia. Editado por Peter Hünermann. 45ª edición, Herder, Friburgo/Basilea/Viena 2017, ISBN 978-3-451-34797-9, números 4201-4235.
- Latín/Alemán: Peter Hünermann (ed.): Los documentos del Concilio Vaticano II. Constituciones, Decretos, Declaraciones. Edición de estudio en latín-alemán. Herder, Friburgo de Brisgovia 2012, ISBN 978-3-534-25856-7 (nueva edición 2012, 3ª edición completa sin cambios), pp. 363-385.

### Clasificaciones teológicas
- Joseph Ratzinger: Sobre el estado de la fe. Una conversación con Vittorio Messori. Verlag Neue Stadt, Munich 1985, ISBN 3-87996-180-8.
- Sascha Müller: Revelación teísta, cristología y crítica histórica. En: Christian Schaller, Michael Schulz, Rudolf Voderholzer (eds.): Mediator and Liberator. La dimensión cristológica de la teología. Para Gerhard Ludwig Müller. Herder, Freiburg i. B. 2008, ISBN 978-3-451-29804-2, pp. 287-299.